# Igra distribucije piva
Igra distrbucije piva (angleško Beer Distrbution Game ali samo Beer Game) je elektronska simulacijska igra, katere namen je ponazoriti upravljanje dobavne verige in efekt volovskega biča, ki se pri tem pojavi. Igro je razvilo nekaj profesorjev na ameriškem MIT Sloan School of Management iz tako imenovnega MIT Sloan System Dynamics Group v 60. letih 20. stoletja. Igra se igra s štirimi igralci ali skupinami, kjer vsak igralec predstavlja enega izmed členov dobavne verige.

## Potek igre
Igra piva (the beer distribution game) je igra, katere namen je izkusiti značilne težave, ki nastanejo pri usklajevanju oskrbovalne verige. Gre za igranje vlog, kjer več igralcev igra med seboj. Igro ponavadi igrajo štirje igralci, v primeru več igralcev, se lahko ustvari ekipe ali pa se naredi več ločenih iger. V primeru manj igralcev pa igra ponavadi ponuja tudi nekaj računalniško vodenih igralcev. Vsak igralec predstavlja enega izmed členov dobavne verige, ker je igra narejena na primeru piva, so ti členi sledeči: pivovarna, distributer, veletrgovec in trgovec (na drobno). Cilj igre je , da vsak člen in vsi členi skupaj dosežejo čim manjši skupni strošek. V naprej organizator igre določi še kakšne bodo zahteve petega člena verige, potrošnika, ki pivo kupuje pri trgovcu na drobno, vendar ta infomacija ni znana igralcem igre. Igralci so tako razporejeni eden za drugim na linearni dobavni verigi in odvisni eden od drugega. Vsak igralec ima možnost naročanja novega blaga od predhodnega člena in pošiljanje blaga naslednjemu členu, glede na to , kakšno naročilo je le ta oddal. Igro se igra prilagodljivo številko krogov (ponavadi med 20 in 40) in vsak krog je sestavljen  iz treh elementov. Najprej igralci dobijo količino, kakršno so pred tem  naročili (več možnosti z zamiki, razloženi v prilagajanjih  igre), ter izgubijo količino , kakršno je prejšnji krog naročil člen, ki je za njimi. Nato imajo vsi igralci priložnost , da oddajo novo naročilo členu pred njimi, v primeru , da  je igralec na mestu pivovarne, naroča proizvodnji. V primeru, da člen pred igralcem nima dovolj velikih zalog, bo igralec dobil celotne trenutne zaloge, preostalo količino pa v prvem možnem trenutku. Igralci morajo biti tako previdni, da imajo ves čas dovolj zalog, da lahko zadostijo naročilom, vendar tudi ne preveč , saj jim vsaka škatla piva v skladišču  predstavlja strošek. Pred začetkom igre tako organizator določi tudi , kakšen je strošek vsakega zaboja v skladišču in vsakega zaboja, ki ga igralec ni uspel dostaviti zaradi premajhnih zalog. Če v naslednjem krogu igralcec še vedno ni dopolnil zalog, se bo število zaostalih naročil tako seštelo med seboj, kar pomeni , da bo strošek še večji. Zaradi zanimivosti  igre in realnosti situacije je ponavadi strošek zamujenih naročil večji od stroška skladiščenja. Po končanem, v naprej določenem številu krogov, igralci lahko preučijo nastalo situacijo in ugotovijo, zakaj in kako so nastajali problemi. V igri je tako cilj imeti optimalno strategijo, s katero bo imel igralec najnižje možne stroške. Igro je možno tudi razširiti v bolj razvejano verigo in tako še bolj natančno ponazoriti dogajanje v resničnosti. Igra nam predstavi pomembnost izmenjav informacij, upravljanja dobavne verige in pomembnost sodelovanja v celotnem procesu dobavne verige. Zaradi pomankanja informaciji, dobavitelji, proizvajalci, prodajalci in kupci, pogosto nimajo popolne predstave o tem kakšno je dejansko povpraševanje naročila. Zanimivost igre je da skupine med seboj nimajo nadzora nad tem kaj se dogaja v ostalih delih oskrbovalne verige. Vsaka skupina ali oseba ima nadzor le nad lastnim delom verige. Vsaka del verige lahko močno vpliva na ostali del tako, da naroči preveč ali premalo, kar lahko privede do efekta volovskega biča. 
Igra ima tudi več manjših elementov in nastavitev, ki naredijo simulacijo še zahtevnejšo in bolj podobno resničnem svetu. 
Nastavitev dobavnega časa – pred pričetkom igre organizator nastavi časovni zamik dobave. V primeru, ko je nastavljen zamik dva tedna, bo igralec naročilo, ki ga je oddal v tretjem krogu in bi ga moral prejeti v četrtem krogu, dobil šele v šestem krogu. Tako v primeru velikega naročila, igralec lahko vpliva šele na dobavo, ki bo prispela čez tri tedne. Zaradi velikega stoška zamujenih naročil mu tako njegovi skupni stroški lahko hitro narastejo in se v naslednjih tednih še povečajo, če igralcu ne uspe dohiteti naročil. Ta dodatek igralce prisili k bolj analitičnemu razmišljanju in predvidevanju prihodnjih situacij.
Nastavitev cen skladiščenja in zamujenih naročil – strošek skladiščenja, torej cena na produkt, ki na koncu kroga ostane v skladišču, in strošek zamujenih naročil, torej cena na produkt, ki bi ga moral igralec dostaviti pa mu ni uspelo, je možno prav tako spreminjati. Z višanjem enega ali drugega stroška igralce  prislimo v drugačno taktiko igranja V enem primeru si bodo  igralci nakopičili  večje zaloge, na drugi pa bodo igrali z manjšo količino produktov.
Nastavitev dovoljenih velikosti naročil – da igro še otežimo, lahko nastavimo tudi ponavadi najvišjo, lahko pa tudi najnižjo možno dobavno količino. S tem celotno simulacijo še bolj približamo realnosti. 
Nastavitev možnosti komunikacije oz. dovoljeno komuniciranje – v realnem svetu je komunikacija med različnimi členi dobavne verige zelo dobrodošla in izvedljiva. Z njo preprečimo velika nihanja in lahko zmanjšujemo stroške celotne verige. Tudi v tej igri lahko prilagajamo, koliko komunikacije je dovoljeno in s tem otežimo ali pa olajšamo celotno situacijo.

## Zgodovina
Kljub temu, da izraz “beer-game” ni bil v uporabi pred letom 1973, je bil koncept igre, t.i. problem proizvodnje in distrbucije, ki ga že leta 1953 omeni Jaya Forresterja, profesor z MIT. Ideja se je pojavila, ko so se vodilni v General Electric spopadali s težavo, da je majhna sprememba v povpraševanju povzročila velike spremembe  pri proizvedeni količini. Kot rezultat je profesor Forrester razvil prozivodno-distribucijski sistem, ki ga je začel uporaljati za demonstracije v razredu. Prav tako je Forrester istega leta (1958) v Harvard Business Review razložil, kako nihanja v povpraševanju potrošnika pri trgovcu na drobno povzroči še večje nihanje pri povpraševanju v tovarni. Kasneje je ta pojav dobil ime učinek volovskega biča. Ko je Forrester to vpeljal v igro, je profesor Julius Miller poimenoval igro “beer game”. Igra je bila postavljena na primeru piva, zaradi velikih količin produktov ki jih pivovarne skaldiščijo, da ne bi prišlo do pomanjkanja zalog.

## Kritike
Večina kritik igre distribucije piva se opira predvsem na to, da je igra preveč poenostavljena. Igra namreč ne vključuje  nobenih stroškov (poleg skadiščenja in neizpopolnjenega naročila), kadrovskih omejitev, finančnih omejitev in naključnih dogodkov, kot je recimo pokvarjen stroj. Prav tako je sistem samo linearen, kar običajno ni. Kritike pa se dotaknejo tudi same narave igre, saj v igri igralci velikokrat nočejo komunicrati, da bi dosegli čim boljši individualni rezultat, do česar v praksi naj ne bi prihajalo.
Glavni koncept igre sloni na razlagi odnosa med sistemom nadzora povratnih informacij in dinamiko sistema. Povedano drugače, razlaga, kako negativne povratne informacije in zamude vodijo k večji nestanovitnosti in zvečanju povpraševanja. Nestanovitnost povpraševanja pa se poveča tudi zaradi vpliva teorije izgledov (Prospect theory) na igralce.

## Oskrbovalna veriga
Oskrbovalna veriga je sistem med podjetjem in njenim dobaviteljem za proizvodnjo in distribucijo določenega izdelka končnemu kupcu. Veriga vključuje različne dejavnosti, osebe, entitete, informacije in vire. Dobavna veriga so tudi koraki, ki so potrebni za to da se izdelek ali storitev pride is prvotnega mesta do končnega kupca.
Oskrbovalna verigo vsako podjetje razvija v namen da bi zmanjšali svoje stroške in postali konkurenčni na trgu. Da bi dosegli to morajo svojo oskrbovalno verigo upravljati na pravi način.
Management dobavne verige je upravljanje pretoka blaga in storitev  ter vključuje vse procese ki pretvorijo surovine v končne proizvode. Vključuje tudi aktivno racionalizacijo dejavnosti na strani ponudbe podjetja, da bi povečali vrednost kupca in pridobili  konkurenčno prednost na trgu. Management oskrbovalne verige predstavlja prizadevanja dobaviteljev za razvoj in izvajanje oskrbovalnih verig, da bod čim bolj učinkovite in gospodarske. Oskrbovalne verige pokrivajo vse od proizvodnje, do informacijskih sistemov, ki so potrebni za upravljanje podjetja. 
Za management oskrbnih verig je značilno, da poskuša centralizirano nadzorovati ali povezati proizvodnjo, pošiljko in distribucijo izdelka. Z opravljanjem dobavne verige lahko podjetja zmanjšajo stroške in hitreje dobavljajo proizvode stranka. Da dosežemo to moramo imeti strožji nadzor nad zalogo, proizvodnjo, distribucijo, prodajo in zalogo prodajalcev. Use temelji na ideji, da vsak izdelek, ki pride na trg je rezultat izboljšanja različnih verig organizacije ki je del sestavne verige. Čeprav oskrbovalna veriga obstaja že leta, večino podjetij je pred kratkim zaznalo pomembnost le te, in postali bolj pozorni na delovanje verige.

## Efekt volovskega biča
udeleženci pivske igre spremljajo štirifazno oskrbovalno verigo. Naloga je, da proizvodnjo in dostavo enot piva: tovarniška proizvodnja in ostale tri faze, dobavljajo pivske enote, dokler ne dosežejo kupca na koncu verige. Efekt volovskega biča je dobro znan simptom usklajevanja problemov v oskrbi verig.
Nanaša se na vlogo periodičnega naročila, ko se premakne navzgor v oskrbni verigi proti kocu proizvodnje. Tudi če je povpraševanje stabilno, lahko pride do majhnih razlik v povpraševanju na drobno, ko se del verige nagiba k navzgor po dobavni verigi. Posledica je, da naročila postanejo zelo nepredvidljivi. En teden so lahko zelo visoka, drugi teden pa naročila padejo. 
Izraz je bil prvič uporabljen okrog leta 1990, ko je Procter & Gamble prejel nepredvidljiv in ojačan red naročil v dobavni verigi za pleničke. Učinek je znan v angleščini tudi kot Whiplash or whipsaw effect.
Zaradi efekta volovskega biča se v verigi pojavljajo različni efekti neučinkovitosti:
- Povečana zaloga
- Slabo izkoriščena zmogljivost
- Težave z napovedovanjem podvprašanj
- Visoki stroški in nizek raven zaupanja med podjetij
- Slab odnos do strank.

Čeprav efekt ni nov, je še vedno aktualen in pereč problem v oskrbovalni verigi.
Na splošno so razlogi za efekt:
- Sistem »nagrajevanja«:
  - Lokalna optimizacija
  - Nagrada zaposlenih
- Obdelava informacij:
  - Pomankanje informacij
  - Načrtovanje na podlagi naročil in ne na končnem povpraševanju
- Ovire:
  - Velikosti naročil
  - Dolg dobavni rok
- Cenovna politika:
  - Nihanja cen
  - Količinski popust
- Pomankanje zaupanja

## Načini igranja
Obstaja več načinov igranja Igre distribucije piva. Različni pristopi so podrobneje pojasnjeni v nadaljevanju.

### Tradicionalna družabna igra
Tradicionalna različica Igre distribucije piva je fizična namizna igra, pri kateri morajo igralci premikati žetone, ki v  igri predstavljajo naročila in zaloge procesa dobavne verige. Glavna pomanjkljivost je ta, da ta vrsta igre piva traja veliko več časa kot računalniška različica te igre. Sama igra je zapletena za igranje, saj ljudje potrebujejo fizične predmete, ki predstavljajo inventar na tabli. Poleg tega so ravni zalog v drugih fazah dobavne verige nevidne in jih je zato težko oceniti.   

### Prilagojena namizna različica 1
To različico igre piva je uvedla Univerza v Celovcu. Igra se lahko igra z uporabo papirnatih lističev, na katere  igralci pišejo številke. Ta vrsta igre je bolj pragmatičen pristop k prenašanju naročil in zalog v dobavni verigi. Poleg tega obstaja ena oseba z vlogo knigovodje, ki spremlja ter beleži vse, kar se dogaja.  

### Prilagojena namizna različica 2
Pri tej različica je knjigovodja izločen, s čimer je dosežena večja enostavnost te igre. Za igranje igre so potrebni prenosni računalnik za vsako mizo in preprosta preglednica. Prenosni računalniki se uporabljajoza odpravljanje tveganja napačnega izračuna zalog.   

### Računalniška različica
Računalniška različica igre se igra preko spleta. Ta pristop se lahko uporabi za demonstracijo simulacije enega igralca ali več igralcev.